# Gaule transalpine
L'expression romaine « Gaule transalpine » (en latin Gallia Transalpina), aussi appelée en latin Gallia Ulterior ou Gallia Braccata désigne à l'époque de la République romaine la partie de la Gaule qui s'étend « au-delà des Alpes », par opposition à la Gaule cisalpine (Gallia cisalpina) qui s'étend « en-deçà des Alpes ».

## Historique
La Gaule cisalpine résulte de l'invasion celte en Italie au IVe siècle avant notre ère, au cours de laquelle ils atteignent même Rome. Par la suite, ils s'installent dans la plaine du Pô, notamment à Milan, dont le nom en latin, Mediolanum, est un toponyme gaulois fréquent (Saintes était Mediolanum Santonum). Vers la même époque, les Celtes s'installent aussi dans les régions entre le Rhin et la Garonne, créant, du point de vue des Romains, la Gaule transalpine.
Vers 120 avant notre ère, les Romains conquièrent les territoires gaulois méridionaux entre les Alpes et les Pyrénées (grosso modo, les régions Provence-Alpes-Côte d'Azur, Languedoc-Roussillon, voire Rhône-Alpes). 
Ces territoires, conquis entre 121 et 118 av. notre ère, ne forment pas d'emblée une province ; ils furent rattachés soit à la Gaule cisalpine, soit à l'Hispanie citérieure, soit même divisés : ceux situés à l'ouest du Rhône dépendant du gouverneur de Hispanie citérieure, et ceux à l'est du Rhône de celui de Gaule cisalpine. 
C'est dans les années 70 av. J.-C. qu'ils reçoivent le statut et l'organisation d'une province romaine, sans doute unifiée par Pompée : la province de Gaule transalpine (Gallia Transalpina), qui ne désigne plus que la partie conquise, des Pyrénées aux Alpes. 
Elle sera appelée Gaule narbonnaise plus tard, à partir de l’empereur Auguste.
Le reste de la Gaule transalpine, désigné comme  Gallia comata (« Gaule chevelue ») ou Gallia braccata (« Gaule des braies », c'est-à-dire le pantalon gaulois par opposition à la toge romaine porté par les notables gaulois de Narbonnaise), est conquis par Jules César entre 58 et 51 av. J.-C. et forme sous Auguste les provinces de Lyonnaise, de Belgique et d'Aquitaine.